# 陳応
| 姓名         | 陳応        |
| 出身地       | 荊州桂陽郡? |
| 職官         | 管軍校尉    |
| 陣営・所属等 | 趙範        |
| 家族・一族   | -           |

陳 応（ちん おう）は、中国の通俗歴史小説『三国志演義』に登場する架空の武将。
後漢末期の桂陽太守趙範に仕える管軍校尉として登場する。同僚の鮑隆と共に元・猟師で、陳応は飛叉（鎖の先に叉（さすまた）を付けた武器）の使い手である。
桂陽に攻めてきた趙雲に降伏しようとする趙範を説得し、陳応は三千の軍勢を率いて趙雲に戦いを挑む。しかし、わずか数合で逃げ出し、苦し紛れに飛叉を投げて抵抗するも、あっけなく趙雲に捕らえられてしまう。陳応は平謝りして許してもらい、その後趙範も降伏する。
しかし、趙範が自らの兄嫁を趙雲の妻に薦めたところ、趙雲はその不義を怒り、趙範を殴りつける。これを恨んだ趙範は、陳応・鮑隆を慰問と称して派遣、趙雲を暗殺しようとするが、そこで酒を勧められて眠ってしまったところを2人は捕らえられ、部下が趙雲暗殺について暴露してしまう。陳応は鮑隆と共に斬首され、趙範も捕えられてしまう。

## 備考
陳珪の子で、陳登の兄弟にあたる同姓同名の人物がおり、袁術によって人質とされ、父に対して袁術に臣属するように要求したが、拒否された（『後漢書』陳球伝）。